# Concerto pour trombone (Grøndahl)

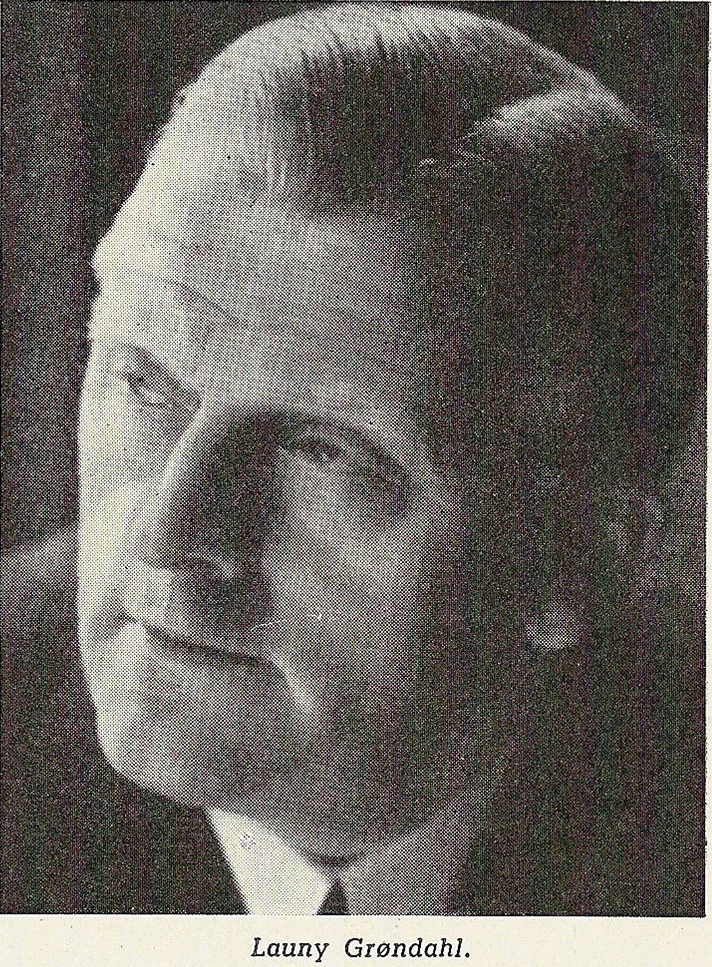
Le compositeur, Launy Grøndahl.

Le Concerto pour trombone de Launy Grøndahl a été écrit en 1924. La pièce existe sous deux formes : pour soliste et vents, ainsi que pour trombone et orchestre.
La pièce a été écrite lorsque l'auteur se trouve en Italie; on pense qu'elle est destinée à la section trombones de l’Orchestre du Théâtre du Casino de Copenhague, dont le niveau semble avoir été très élevé. L’œuvre est dédiée à un des trombonistes de cet orchestre, Wilhelm Aarkrogh .

## Structure
La pièce est divisée en trois mouvements :
1. Moderato assai ma molto maestoso
2. Quasi una leggenda, andante grave
3. Finale, maestoso rondo

## Instrumentation
Le concerto est écrit pour trombone solo avec un orchestre composé de 2 flûtes traversières, 2 hautbois, 2 clarinettes en si bémol et en la, 2 bassoons, 2 cors en fa, 2 trompettes en si bémol et en la, timbales, piano et cordes.
Il existe d'autres versions pour trombone solo et orchestre d'harmonie, trombone solo et brass band, et trombone solo et piano. Il existe également une version pour trombone solo et ensemble de cuivres, éditée par Michael Stewart, pour 3 trompettes, 2 cors, 2 trombones, euphonium et tuba.

## Sources
1. ↑  « Concerto for Trombone and Band (D.M. Critical Edition) (1924) », sur edition-s.dk (consulté le 21 mars 2025).
2. ↑  « Launy Grøndahl (1886-1960) - un grand de la baguette danoise », sur ResMusica, 29 juillet 2009 (consulté le 14 novembre 2023).
3. ↑  https://www.runyanprogramnotes.com/launy-grondahl/trombone-concerto
4. ↑  (en) Orpheus Music Prose et Craig Doolin, « Concerto for Trombone and Orchestra – Launy Grøndahl », sur data.instantencore.com, 2010 (consulté le 20 mars 2025).
5. ↑  (tr) « Launy Grondahl - Concerto for Trombon and Orchestra (V) », sur Research Diary, 29 novembre 2012 (consulté le 14 novembre 2023).